# Кінта (Оклахома)
Кінта (англ. Kinta) — місто (англ. town) в США, в окрузі Гаскелл штату Оклахома. Населення — 285 осіб (2020).

## Географія
Кінта розташована за координатами 35°7′11″ пн. ш. 95°14′18″ зх. д. / 35.11972° пн. ш. 95.23833° зх. д. (35.119759, -95.238238).  За даними Бюро перепису населення США в 2010 році місто мало площу 1,66 км², з яких 1,63 км² — суходіл та 0,03 км² — водойми.

## Демографія
Згідно з переписом 2010 року, у місті мешкало 297 осіб у 116 домогосподарствах у складі 78 родин. Густота населення становила 179 осіб/км².  Було 131 помешкання (79/км²).
Расовий склад населення:
| - 82,2 % — білих - 11,1 % — корінних американців |

До двох чи більше рас належало 6,7 %. Частка іспаномовних становила 0,7 % від усіх жителів.
За віковим діапазоном населення розподілялося таким чином: 34,3 % — особи молодші 18 років, 49,9 % — особи у віці 18—64 років, 15,8 % — особи у віці 65 років та старші. Медіана віку мешканця становила 34,6 року. На 100 осіб жіночої статі у місті припадало 83,3 чоловіків;  на 100 жінок у віці від 18 років та старших — 85,7 чоловіків також старших 18 років.
Середній дохід на одне домашнє господарство  становив 32 109 доларів США (медіана — 22 813), а середній дохід на одну сім'ю — 41 225 доларів (медіана — 33 125). За межею бідності перебувало 36,2 % осіб, у тому числі 40,7 % дітей у віці до 18 років та 18,0 % осіб у віці 65 років та старших.
Цивільне працевлаштоване населення становило 40 осіб. Основні галузі зайнятості: сільське господарство, лісництво, риболовля — 27,5 %, роздрібна торгівля — 20,0 %, освіта, охорона здоров'я та соціальна допомога — 20,0 %.